# Jan Möller
Jan Möller (* 17. September 1953 in Malmö) ist ein ehemaliger schwedischer Fußballspieler. Der Torwart, der mit der schwedischen Nationalmannschaft an der Weltmeisterschaft 1978 teilnahm, stand mit Malmö FF im Endspiel um den Europapokal der Landesmeister.

## Werdegang
Möller debütierte 1972 für Malmö FF in der Allsvenskan, als er bei einem 3:0-Erfolg gegen Örgryte IS ohne Gegentor blieb. Unter Trainer Bob Houghton avancierte er zum Stammtorhüter. Nach dem Gewinn der Meisterschaft in der Spielzeit 1974 und des Landespokals im selben Jahr zeigte er sich im Europapokal der Landesmeister 1975/76 erstmals auf internationalem Parkett, als er in der ersten Runde beim Duell gegen den 1. FC Magdeburg vier Elfmeter im Elfmeterschießen halten konnte. Nach der erfolgreichen Titelverteidigung des Doubles im Jahr 1975 gewann er 1977 mit dem Klub seinen dritten Meistertitel. Daraufhin berief ihn Nationaltrainer Georg Ericson ohne vorherigen Länderspieleinsatz als dritten Torhüter hinter Ronnie Hellström und Göran Hagberg in den Kader für das Weltmeisterschaftsendrundenturnier 1978 in Argentinien, bei dem die Landesauswahl trotz eines Unentschiedens gegen Brasilien in der Vorrunde als Gruppenletzter hinter Gruppensieger Österreich und Spanien scheiterte.
Im Europapokal der Landesmeister 1978/79 zog Möller mit Malmö FF nach Siegen über AS Monaco, Dynamo Kiew, Wisła Krakau und den FK Austria Wien ins Endspiel ein. An der Seite von Robert Prytz, Tore Cervin, Ingemar Erlandsson, Anders Ljungberg, Staffan Tapper und Roland Andersson verpasste er durch ein Gegentor von Trevor Francis mit einer 0:1-Niederlage den Titelgewinn. Nicht zuletzt da dies der erste Einzug einer schwedischen Vereinsmannschaft in ein Europapokalfinale war, erhielt er mitsamt der Mannschaft die Svenska-Dagbladet-Goldmedaille für die beste schwedische Sportleistung des Jahres. Im Frühjahr 1979 war er zudem zu seinem Nationalmannschaftsdebüt gekommen, als er bei der 0:2-Niederlage gegen die Sowjetunion in Tiflis das Tor hütete. In den folgenden Jahren entwickelte sich zwischen ihm, Hellström, Hagberg und Thomas Wernersson der Kampf um den Platz zwischen den Pfosten.
Aufgrund seiner Leistungen erhielt Möller 1980 den Guldbollen als Schwedens Fußballspieler des Jahres. Im selben Jahr verließ er sein Heimatland und folgte Trainer Houghton, der nach einem Kurzaufenthalt beim griechischen Klub Ethnikos Piräus nach England zurückgekehrt war. Bei Bristol City stand er zwei Spielzeiten unter Vertrag, ehe er 1982 zusammen mit Houghton nach Nordamerika zu Toronto Blizzard weiterzog. Dort spielte er an der Seite von Alan Merrick, Victor Kodelja, Jimmy Nicholl und Randy Ragan. Ende 1983 verließ er den Klub und wurde von Sven Habermann im Tor beerbt.
Möller kehrte nach Schweden zurück. Unter Trainer Roy Hodgson belegte er in der Spielzeit 1985 mit Malmö FF am Ende der regulären Spielzeit den ersten Platz, scheiterte jedoch mit der Mannschaft im Halbfinale der Meisterschaftsendrunde am IFK Göteborg. Im folgenden Jahre wiederholte er mit dem Klub den Erfolg in der Serie und konnte nach Siegen gegen IFK Norrköping und AIK erneut den Meistertitel gewinnen. Parallel gelang durch einen 2:1-Endspielsieg gegen IFK Göteborg der erneute Gewinn des Doubles. In der Spielzeit 1988 zog er mit der Mannschaft um Martin Dahlin, Jonas Thern und Roger Ljung erneut ins Endspiel ein, das gegen Djurgårdens IF gewonnen wurde. Im selben Jahr bestritt er mit seinem 17. Länderspiel seinen letzten Auftritt im Nationaltrikot.
Nach dem Titelgewinn verließ Möller Malmö FF und heuerte bei Helsingborgs IF an. Mit dem seinerzeitigen Drittligisten schaffte er Ende 1989 den Aufstieg in die zweite Liga. 1992 kehrte er kurzzeitig in die Allsvenskan zurück, als Trelleborgs FF ihn als Notlösung verpflichtete, um sein Torwartproblem zu lösen.
1993 beendete Möller seine aktive Laufbahn. Als Torwarttrainer kehrte er zu Malmö FF zurück, die meiste Zeit arbeitete er für den Klub in der Jugendarbeit. Zudem war er in selber Funktion für mehrere unterklassige Vereine tätig.

### Erfolge
- Schwedischer Meister (5): 1974, 1975, 1977, 1986, 1988
- Schwedischer Pokalsieger (7): 1973, 1974, 1975, 1978, 1980, 1984, 1986